# اورسته بناتی
اورسته بناتی (انگلیسی: Oreste Benatti; ۱۱ ژوئن ۱۹۰۶ – تاریخ ورودی نامعتبر است) بازیکن فوتبال اهل ایتالیا بود.
از باشگاه‌هایی که در آن بازی کرده‌است می‌توان به باشگاه فوتبال اسپتزیا، باشگاه فوتبال لچه، باشگاه فوتبال آ.اس. رم، باشگاه فوتبال رجانا، و باشگاه فوتبال ناپولی اشاره کرد.